# Premi Visual Effects Society 2006
La quinta edizione dei premi Visual Effects Society si è tenuta il 12 febbraio 2007 a Los Angeles.

## Vincitori e candidati
Vengono di seguito indicati in grassetto i vincitori.

Ove ricorrente e disponibile, viene indicato il titolo in lingua italiana e quello in lingua originale tra parentesi. 

### Outstanding Visual Effects in an Effects Driven Motion Picture
- John Knoll, Jill Brooks, Hal Hickel e Charlie Gibson - Pirati dei Caraibi - La maledizione del forziere fantasma (Pirates of the Caribbean: Dead Man's Chest)
- Karin Joy, John Berton, Blair Clark e John Dietz - La tela di Carlotta (Charlotte's Web)
- Jeremy Dawson, Dan Schrecker, Mark Soper e Peter Parks - The Fountain - L'albero della vita (The Fountain)

### Outstanding Supporting Visual Effects in a Motion Picture
- Michael Owens, Matthew Butler, Bryan Grill e Julian Levi - Flags of Our Fathers (Flags of Our Fathers)
- Jeffrey Okun, Thomas Boland, Tim Crosbie e Neil Greenberg - Blood Diamond - Diamanti di sangue (Blood Diamond)
- Lucy Killick, Frazer Churchill, Tim Webber e Paul Corbould - I figli degli uomini (Children of Men)
- Barrie Hemsley, Angus Bickerton, Gary Brozenich e Paul Riddle - Il codice da Vinci (The Da Vinci Code)

### Outstanding Visual Effects in a Broadcast Miniseries, Movie or a Special
- Eric Grenaudier, Sam Nicholson, Mark Spatny e Adalberto Lopez - Incubi e deliri (Nightmares and Dreamscapes: From the Stories of Stephen King) - episodio Campo di battaglia
- Mat Beck, Kymber Lim, Manny Wong e Jack Matsumoto - Fight Science
- Oliver Money, Simon Thomas, Kim Stevenson e Stephen Jolley - Terry Pratchett's Hogfather episodio 1

### Outstanding Visual Effects in a Broadcast Series
- Gary Hutzel, Michael Gibson, Alec McClymont e Brenda Campbell - Battlestar Galactica episodio Esodo ('Exodus')
- George Roper, Matt Fox, Laurent Hugueniot e Kevin Spruce - Prehistoric Park episodio Quarta puntata
- Mat Beck, Brian Harding, Trent Smith e John Wash - Smallville episodio Zod

### Outstanding Supporting Visual Effects in a Broadcast Program
- Sam Nicholson, Scott Ramsey, Adam Ealovega e Anthony Ocampo - E.R. - Medici in prima linea (E.R.) episodio Karma ('Scoop and Run')
- Kevin Blank, Jay Worth, Steve Fong e Kevin Kutchaver - Alias episodio Tutto il tempo del mondo ('All the Time in the World')
- Mark Kolpack, Adam Ealovega, Mark Spatny e Mike Enriquez - Una donna alla Casa Bianca (Commander in Chief) episodio Attacco all'Air Force One ('Wind Beneath My Wing')

### Outstanding Visual Effects in a Commercial
- Dan Lemmon, Eileen Moran, R. Christopher White e Paul Story - The Travelers Companies - Snowball
- Andy Boyd, Stephane Allender, Dan Seddon e Abby Orchard - Rexona - Go Wild
- Rich Rama, Cedric Nicolas e Laurent Ledru - Sears Tools - Arboretum

### Outstanding Visual Effects in a Music Video
- Matt Winkel, Ben Looram, Wayne England e Graham Fyffe - The Saints Are Coming U2 e Green Day
- Chas Jarrett, Dave Child, Paul O´Shea e Andrew Bell - Bones The Killers

### Best Single Visual Effect of the Year
- John Knoll, Ned Gorman, Jakub Pistecky e Tom Fejes - Pirati dei Caraibi - La maledizione del forziere fantasma (Pirates of the Caribbean: Dead Man's Chest) - Sequenza dell'Olandese Volante
- Tim Webber, Lucy Killick, Andy Kind e Craig Bardsley - I figli degli uomini - Sequenza della nascita
- Boyd Shermis, Rhonda Gunner, Kim Libreri e Philippe Rebours - Poseidon - Sequenza d'apertura
- Eric Saindon, Cyndi Ochs, GG Heitmann e Roger Shortt - X-Men - Conflitto finale (X-Men: The Last Stand) - Sequenjza Le forze Phoenix

### Outstanding Real Time Visuals in a Video Game
- Christopher Sjoholm, Kat Kelly Hayduk, Rob Hilson e Celia Jepson - Fight Night Round 3 per PS3

### Outstanding Visual Effects in a Special Venue Project
- Alan Markowitz, Dan Maas, Jeremy Nicolaides e Johnathan Banta - Roving Mars
- Sam Nicholson, Scott Ramsey, Adam Ealovega e Jon Craig - Fields of Freedom
- Craig Barron, Ken Rogerson, Glenn Cotter e Chris Evans (artista effetti special) - Greece, Secrets of the Past

### Outstanding Performance by an Animated Character in a Live Action Motion Picture
- Steve Walton, Jung-Seung Hong, Marc Chu e James Tooley - Pirati dei Caraibi - La maledizione del forziere fantasma (Pirates of the Caribbean: Dead Man's Chest) per Davy Jones
- Grant Adam, Daniel Fotheringham, Avi Goodman e  Paul Buckley - La tela di Carlotta (Charlotte's Web) per Wilbur
- Todd Labonte, Jason Armstrong, Sven Jensen, e David Richard Nelson - La tela di Carlotta (Charlotte's Web) per Templeton

### Outstanding Performance by an Animated Character in an Animated Motion Picture
- Larry the Cable Guy, Mike Krummhoefener, Tom Sanocki e Nancy Kato - Cars - Motori ruggenti per Carl Attrezzi "Cricchetto"
- Damien Gray, Tim Gibson e Carl Prud´Homme - Happy Feet per La cacciata di Mambo
- Umberto Lazzari, Michael Kimmel, Kui Han Lee e Owen Demers - Monster House per La casa

### Outstanding Performance by an Animated Character in a Live Action Broadcast Program, Commercial, or Music Video
- David Hulin, Seth Gollub, Andy Walker e Jenny Bichsel - GEICO Chat
- Ryan Cronin, Louie Hinayo, Andy Asperin e Trevor Adams - Battlestar Galactica episodio Un nuovo inizio
- Nicholas Hernandez, Jean Claude Deguara, Neil Roche e Jean-Yves Adouard - Doctor Who episodio L'impero del Lupo ('Tooth and Claw')

### Outstanding Created Environment in a Live Action Motion Picture
- Chris Stoski, Susumu Yukuhiro, Jack Mongovan e Greg Salter - Pirati dei Caraibi - La maledizione del forziere fantasma (Pirates of the Caribbean: Dead Man's Chest)
- Russell Earl, Richard Bluff, Giles Hancock e Dennis Martin - Mission: Impossible III
- Mohen Leo, Daniel Pearson, Willi Geiger e Matt Brumit - Poseidon

### Outstanding Created Environment in a Live Action Broadcast Program, Commercial, or Music Video
- Dave Bowman, Jimmy Kidell, Russell Horth e Gurel Mehmet - Elizabeth I Prima puntata
- David Hulin, Nathan Hughes, Jenny Bichsel e Andy Walker - Coca-Cola - Il dono più grande
- Luke McDonald, Danny Braet, Minory Sasaki e Josh McGuire - ESPN - Monday Night Football Remote Open

### Outstanding Models and Miniatures in a Motion Picture
- Bruce Holcomb, Ron Woodall, Charlie Bailey e Carl Miller - Pirati dei Caraibi - La maledizione del forziere fantasma (Pirates of the Caribbean: Dead Man's Chest)
- Matthew Gratzner, Forest Fischer, Enrico Altmann e Leigh-Alexandra Jacob - The Good Shepherd - L'ombra del potere (The Good Shepherd)
- Jose Granell e Nigel Stone - V per Vendetta (V for Vendetta)

### Outstanding Models and Miniatures in a Broadcast Program, Commercial, or Music Video
- Steve Graves, Jose Peretz, Mark Shimer e Chris Zapara - Battlestar Galactica episodio L'enigma Resurrection (seconda parte) ('Resurrection Ship: Part II')
- Mike Enriquez - Una donna alla Casa Bianca (Commander in Chief) episodio Attacco all'Air Force One Air Force One
- Matthew Gratzner, Forest Fischer, Jon Warren e Scott Schneider - Dodge - Fairy

### Outstanding Compositing in a Motion Picture
- Eddie Pasquarello, Francois Lambert, Jeff Sutherland e Tory Mercer - Pirati dei Caraibi - La maledizione del forziere fantasma (Pirates of the Caribbean: Dead Man's Chest)
- Scott Younkin, Janeen Elliott, Brian Connor e Mark Nettleton - Poseidon
- Mathew Krentz, Jordan Benwick, Enrico Perei e Rafal Kaniewski - Il codice da Vinci Sequenza Saint Sulpice

### Outstanding Compositing in a Broadcast Program, Commercial, or Music Video
- Laure Lacroix, Lyse Beck, Steve McGillen e Matt Holland - The Travelers Companies - Snowball
- Lane Jolly, Don Kim, Matt Smith e Chris Zapara - Battlestar Galactica episodio L'enigma Resurrection (seconda parte) ('Resurrection Ship: Part II')
- Murray Butler, MaryAnne Lauric, Nathan Hughes e Pedro Sabrosa - Coca-Cola - Il dono più grande
- Geoff McAuliffe, Yafei Wu, Robert Sethi e Jimi Simmons - ESPN Sports Heaven

### Outstanding Special Effects in a Motion Picture
- Chris Corbould, Peter Notley, Ian Lowe e Roy Quinn - Casino Royale
- Neil Corbould, David Brighton, David Young e Robert Heggie - Superman Returns